# 今浦勇紀
今浦 勇紀（いまうら ゆうき、1958年（昭和33年）11月28日 - ）は、日本の山口県出身の陸上自衛官。1佐までの職種は輸送科。

## 略歴
- 1981年（昭和56年）3月に愛媛大学農学部を卒業後、一般幹候(U)入隊。
- 1992年（平成4年）1月：3等陸佐、第2次モザンビーク派遣輸送調整中隊長
- 1995年（平成7年）7月：2等陸佐、陸上幕僚長副官
- 2000年（平成12年）1月：1等陸佐
- 2003年（平成15年）8月1日：第11後方支援連隊長（第8代）

在任間、第2次イラク復興業務支援群長としてサマワに派遣
（同時期の派遣隊長は田浦正人）
- 2005年（平成17年）3月：陸上幕僚監部装備部輸送課長（末代）
- 2006年（平成18年）8月1日：統合幕僚監部総務部総務課長
- 2007年（平成19年）12月：同首席後方補給官付後方補給官
- 2009年（平成21年）7月21日：陸将補昇任、中央即応集団副司令官[2]。
- 2011年（平成23年）4月27日：第8師団副師団長兼北熊本駐屯地司令
- 2012年（平成24年）7月26日：陸上自衛隊関西補給処長兼宇治駐屯地司令
- 2013年（平成25年）8月22日：陸上自衛隊化学学校長兼大宮駐屯地司令
- 2015年（平成27年）12月18日：退官